# Gladys Mitchell
Gladys Mitchell, nota anche con lo pseudonimo di Stephen Hockaby e Malcolm Torrie (Cowley, 21 aprile 1901 – Corfe Mullen, 27 luglio 1983), è stata una scrittrice e insegnante britannica, conosciuta per la creazione di Mrs Bradley, l'eroina di 66 romanzi gialli. Celebrata nel corso della sua vita (Philip Larkin la chiamò "la grande Gladys"), per vent'anni dopo la sua morte il suo lavoro è stato per lo più dimenticato.

## Biografia
Gladys Maude Winifred Mitchell nacque a Cowley, Oxford, il 19 aprile 1901 da James Mitchell, un ortofrutticoltore di origine scozzese, e da Annie Julia Maude, britannica. Il padre, che fu costretto a scegliere il lavoro invece che lo studio, volle che la figlia non seguisse la stessa strada e che avesse una buona educazione. Nel 1909 Gladys si trasferì con i genitori nella zona di Brentford e Isleworth nel Middlesex. La sua prima educazione avvenne alla Rothschild School a Brentford e alla Green School a Isleworth, dove a dieci anni vinse il terzo premio in un concorso di racconti brevi rivolto a ragazze quindicenni. Dal 1919 al 1921 frequentò il Goldsmith College e la University College London, dove nel 1926 ottenne un diploma in storia europea.
Gladys insegnò storia, inglese ed educazione fisica alla St Paul's School nel distretto di Brentford dal 1921 fino al 1925; in seguito lavorò alla St Ann's Senior Girl School a Ealing fino al 1939, e in quegli anni fu anche allenatrice di corsa a ostacoli. Dopo due anni di disoccupazione a causa di una malattia, nel 1941 lavorò alla scuola per ragazze di Brentford come insegnante di storia, spagnolo ed educazione fisica, e qui rimase fino al 1950. Dopo una pausa di tre anni dall'insegnamento in cui si dedicò alla scrittura, accettò un lavoro alla Matthew Arnold School a Staines, dove insegnò inglese e storia e scrisse le recite annuali fino al 1961, anno in cui andò in pensione e si stabilì a Corfe Mullen, nella contea di Dorset. Continuò a scrivere fino alla sua morte, avvenuta per un cancro il 27 luglio del 1983, all'età di 82 anni.
Gladys fu membro di diverse associazioni, tra cui la Middlesex Education Association, la British Olympic Association, la Crime Writer's Association, il PEN International e la Society of Authors. I suoi interessi, che influenzarono per molti aspetti le sue opere, comprendevano l'atletica, il nuoto, l'architettura e la poesia. Studiò anche le opere di Sigmund Freud e si interessò alla stregoneria, condividendo quest'ultima passione con l'amica Helen Simpson. Si teneva inoltre aggiornata sui fatti di cronaca, in particolare sugli omicidi, e leggeva i resoconti degli avvocati più popolari. Amava viaggiare, e ne approfittava per farlo durante le vacanze scolastiche; visitò tutti i paesi del Mediterraneo, tranne l'Egitto, e conosceva bene la maggior parte delle città dell'Europa occidentale, così come Madeira e le isole Canarie. Gladys non si sposò mai.

## Attività letteraria

### In vita
Durante tutta la sua carriera Gladys scrisse almeno un romanzo all'anno. I suoi primi quattro romanzi vennero respinti.
Il primo ad essere pubblicato fu Speedy Death (1929), che introdusse, anche se solo come personaggio minore, Beatrice Adela Lestrange Bradley, l'eclettica psicanalista e investigatrice che apparirà in più di 66 romanzi. Gladys fu un membro del Detection Club insieme a G. K. Chesterton, Agatha Christie e Dorothy L. Sayers, con i quali condivideva la fama di scrittrice di gialli. Il Publishers Weekly la definì una delle scrittrici di romanzi polizieschi più eminenti d'Inghilterra.
Nel 1976 vinse il Silver Dagger Award della Crime Writers' Association per aver scritto più di cinquanta gialli.
In aggiunta ai 66 romanzi su Mrs Bradley e alcuni libri per bambini scritti sotto il suo vero nome, Gladys produsse una serie di romanzi gialli sotto lo pseudonimo di Malcolm Torrie, in cui il protagonista è l'architetto Timothy Herring, e una serie di romanzi storici con lo pseudonimo Stephen Hockaby. L'autrice li considerava buoni lavori, ma li abbandonò perché il riscontro era scarso rispetto alla mole di lavoro di ricerca che richiedevano.

### Dopo la morte
Dopo la morte di Gladys i suoi libri vennero dimenticati, ma negli anni Ottanta tre romanzi postumi ebbero un discreto successo. Vennero anche realizzati, da Elizabeth Proud, degli adattamenti radiofonici di Speedy Death (6 ottobre 1990) e di The Mystery of a Butcher's Shop (11 e 18 dicembre 1991), entrambi con Mary Wimbush nella parte di Mrs Bradley e trasmessi dalla BBC Radio 4; entrambi gli adattamenti erano molto fedeli ai libri originali.
Nel 1999 fu prodotta, sempre dalla BBC, la serie televisiva The Mrs Bradley Mysteries, con Diana Rigg.
Nel 2005 l'editore Crippen & Landru pubblicò Sleuth's Alchemy, una collezione di storie brevi fino a quel momento mai pubblicate. Nello stesso anno la Minnow Press pubblicò nuove edizioni del romanzo del 1940 Brazen Tongue e la Rue Morgue Press pubblicò nuove edizioni di Death at the Opera (1934) e di When Last I Died (1941).
La Minnow Press ristampò anche il titolo del 1939 Printer's Error nel 2007, The Worsted Viper nel 2009, e Hangman's Curfew nel 2010. Ad oggi tutte le edizioni della Minnow Press non sono più in stampa, e la casa editrice non è più operativa. Più recentemente, la Random House ha pubblicato nove titoli in edizione tascabile e ebook nella sua collana vintage.
Nella sezione bibliografia del Gladys Mitchell Tribute Site sono contenute le recensioni di quasi tutti i libri dell'autrice.

## Stile e peculiarità
Gladys era ben radicata nella tradizione dei romanzi gialli e che e si atteneva alle vecchie regole del Detection Club. Esse stabilivano, fra l'altro, come doveva essere strutturato un romanzo giallo, precisavano che ogni indizio doveva essere presentato al lettore e che non si dovevano rubare le idee altrui. È anche certo però che sia stata una scrittrice che si è presa delle libertà rispetto alle convenzioni del genere poliziesco, arrivando a stravolgerne le peculiarità.
Caratteristici dei romanzi di Gladys, infatti, sono le trame improbabili, il black humor e la presenza di elementi eccentrici come il soprannaturale, le leggende e il folklore delle isole britanniche con le loro superstizioni, come il mostro di Loch Ness che compare in Winking at the brim. Gladys era affascinata anche dall'archeologia e dagli edifici storici, molto presenti nei romanzi scritti sotto lo pseudonimo di Malcolm Torrie; i libri scritti come Stephen Hockaby, invece, si allontanano dal genere poliziesco per avvicinarsi al romanzo storico.
Nei suoi racconti, soprattutto quelli che vedono protagonista Mrs Bradley, Gladys mescola il soprannaturale con la psicologia freudiana, rendendo così i suoi romanzi estremamente intriganti per alcuni lettori, ma esasperanti per altri. C'è infatti chi trova che la frequente intrusione dell'occulto sia inopportuna in un romanzo giallo, mentre alcuni critici sostengono che sia proprio questa fusione a dar loro maggiore vivacità.
Un altro aspetto controverso per i critici è la satira presente in molti racconti dell'autrice, dal momento che talvolta, soprattutto nei primi romanzi, risulta difficile capire se stia scrivendo in modo serio o stia facendo una parodia del genere.
Le ambientazioni di cui Gladys si servì per i suoi romanzi furono molto varie, ma quelle che più spesso si ritrovano sono luoghi realistici, per lo più a lei familiari, come scuole e piccoli villaggi; ambienti ordinari dunque, a differenza delle vicende eccentriche che in essi si svolgono. I personaggi di Gladys muoiono spesso per annegamento (oltre che per avvelenamento), e per questo motivo molte delle sue trame sono collocate vicino all'acqua, come la riva di Loch Ness.
La visione di Gladys può essere considerata innovativa, o almeno estranea alla sua epoca, per temi come l'esoterismo e il soprannaturale, ma anche per argomenti che in quegli anni era insolito toccare, come il travestitismo (in The Death Camp Dancers), l'adulterio, la ninfomania e la promiscuità (in The Saltmarsh Murders), per non parlare dell'approvazione di Mrs Bradley della contraccezione.

## Mrs Bradley
Dame Beatrice Adela Lestrange Bradley, psichiatra all'Home Office e investigatrice, è la protagonista di 66 romanzi di Gladys Mitchell. Quando fece la sua prima comparsa in Speedy Death nel 1929, il personaggio aveva 55 anni e la sua età rimase più o meno invariata nel corso dei romanzi successivi. Il suo aspetto è singolare: viene descritta come una donna poco attraente, somigliante a uno pterodattilo o a una lucertola - tanto che la sua assistente, Laura Gravin, la chiama "Mrs Croc" - dalla pelle giallastra e la risata fragorosa: l'equivalente moderno di una strega. In uno dei suoi libri un suo stesso personaggio rivela che un suo antenato fu condannato al rogo per stregoneria.
Nei vari racconti di cui è protagonista dimostra di essere acuta e di possedere una grande comprensione dei comportamenti umani, riuscendo a risolvere ogni caso grazie alla sua esperienza nella psicologia freudiana.
Mrs Bradley è una donna ben educata, con vari titoli accademici, e sofisticata: una donna di mondo con idee estranee alla mentalità del tempo (per esempio, è favorevole alla contraccezione, ha avuto relazioni extraconiugali e si è sposata più volte).
Nei racconti di Gladys le vittime sono spesso le persone più sgradevoli del libro e, se l'assassino le va a genio, Mrs Bradley non esita a tenere per sé i suoi sospetti per salvare il colpevole dall'arresto. Lei stessa, in Speedy Death, commette quello che considera un omicidio giustificabile, per il quale viene processata e poi dichiarata non colpevole, anche se successivamente rivelerà di essere colpevole al suo avvocato.

## Opere

### Romanzi

#### Romanzi scritti come Gladys Mitchell (con protagonista Mrs Bradley)
- 1929, Speedy Death
L' ospite che non venne a cena, Milano, La tartaruga, 1994. ISBN 88-7738-172-8
- 1929, The Mystery of a Butcher's Shop
- 1930, The Longer Bodies
- 1932, The Saltmarsh Murders
- 1934, Death at the Opera
- 1935, The Devil at Saxon Wall
- 1936, Dead Men's Morris
- 1937, Come Away, Death
- 1938, St Peter's Finger
- 1939, Printer's Error
- 1940, Brazen Tongue
- 1941, Hangman's Curfew
- 1941, When Last I Died
- 1942, Laurels are Poison
- 1943, The Worsted Viper
- 1943, Sunset Over Soho
- 1944, My Father Sleeps
- 1945, The Rising of the Moon
- 1946, Here Comes a Chopper
- 1947, Death and the Maiden
- 1948, The Dancing Druids
- 1949, Tom Brown's Body
- 1950, Groaning Spinney
- 1951, The Devil's Elbow
- 1952, The Echoing Strangers
- 1953, Merlin's Furlong
- 1954, Faintley Speaking
- 1955, Watson's Choice
- 1956, Twelve Horses and the Hangman's Noose
- 1957, The Twenty-third Man
- 1958, Spotted Hemlock
- 1959 The Man Who Grew Tomatoes
- 1960, Say It with Flowers
- 1961, The Nodding Canaries
- 1962, My Bones Will Keep
- 1963, Adders on the Heath
- 1964, Death of a Delft Blue
- 1965, Pageant of Murder
- 1966, The Croaking Raven
- 1967, Skeleton Island
- 1968, Three Quick and Five Dead
- 1969, Dance to Your Daddy
- 1970, Gory Dew
- 1971, Lament for Leto
- 1972, A Hearse on May Day
- 1973, The Murder of Busy Lizzie
- 1974, A Javelin for Jonah
- 1974, Winking at the Brim
- 1975, Convent on Styx
- 1976, Late, Late in the Evening
- 1977, Noonday and Night
- 1977, Fault in the Structure
- 1978, Wraiths and Changelings
- 1978, Mingled with Venom
- 1979, Nest of Vipers
- 1979, The Mudflats of the Dead
- 1980, Uncoffin'd Clay
- 1980, The Whispering Knights
- 1980, The Death-Cap Dancers
- 1981, Lovers, Make Moan
- 1982, Here Lies Gloria Mundy
- 1982, Death of a Burrowing Mole
- 1983, The Greenstone Griffins
- 1983, Cold, Lone and Still
- 1984, No Winding Sheet
- 1985, The Crozier Pharaohs
- 2005, Sleuth's Alchemy (raccolta di racconti brevi dal 1938 al 1956)

#### Romanzi gialli scritti come Malcolm Torrie (con protagonista Timothy Herring)
- 1966, Heavy as Lead
- 1967, Late and Cold
- 1968, Your Secret Friend
- 1969, Churchyard Salad
- 1970, Shades of Darkness
- 1971, Bismarck Herrings

#### Romanzi storici d'avventura scritti come Stephen Hockaby
- 1933, Marsh Hay
- 1934, Seven Stars and Orion
- 1935, Gabriel's Hold
- 1936, Shallow Brown
- 1939, Grand Master

### Altri (compresi i libri per bambini)
- 1936, Outlaws of the Border
- 1940, The Three Fingerprints
- 1948, Holiday River
- 1949, The Seven Stones Mystery
- 1950, The Malory Secret
- 1951, Pam at Storne Castle
- 1954, Caravan Creek
- 1954, On Your Marks
- 1959, The Light-Blue Hills